# Usina Hidrelétrica de Wudongde
A Usina Hidrelétrica de Wudongde (chinês tradicional: 烏東德壩, chinês simplificado: 乌东德坝, pinyin: Wūdōngdé Bà) é uma grande usina hidrelétrica atualmente em construção no Rio Jinsha, um tributário do Rio Yangtze, nas províncias de Sichuan e Yunnan, no sudoeste da República Popular da China. O seu projeto é um dos mais altos do mundo, com 240 m e irá gerar energia usando 12 turbinas, cada qual com capacidade de 850 MW, totalizando 10 200 MW de capacidade total instalada. A construção começou em 2014, a comissão do primeiro gerador está programada para 2018 e todo o projeto em 2020.

## Ver Também
- Lista das maiores usinas hidrelétricas do mundo